# Pseudamara
Pseudamara is een geslacht van kevers uit de familie van de loopkevers (Carabidae). De wetenschappelijke naam van het geslacht is voor het eerst geldig gepubliceerd in 1968 door Lindroth.

## Soorten
Het geslacht Pseudamara is monotypisch en omvat slechts de volgende soort:
- Pseudamara arenaria (LeConte, 1848)